# 王端
王端，本名端，字子庄，号松轩，以字行，山西黎城县人，清朝政治人物。同進士出身。
雍正十一年，登进士，历江西靖安知县，后丁忧归乡教书，著有《论语笔说》、《书说求是》。